# Ubijos
Los ubijos son un pueblo que habló el idioma ubijé del grupo de las lenguas caucásicas del noroeste, de la rama abjasia-adiguesa, hasta que otros idiomas locales lo desplazaron, muriendo su último hablante conocido en 1992. Son originarios de las costas del Mar Negro pero desde 1864 viven en Turquía. Están emparentados con los adigues, shapsug y los abasios. Los ubjijos han sido desde el siglo XVI musulmanes sunnitas de la escuela Hanafi en su amplia mayoría.

## Historia

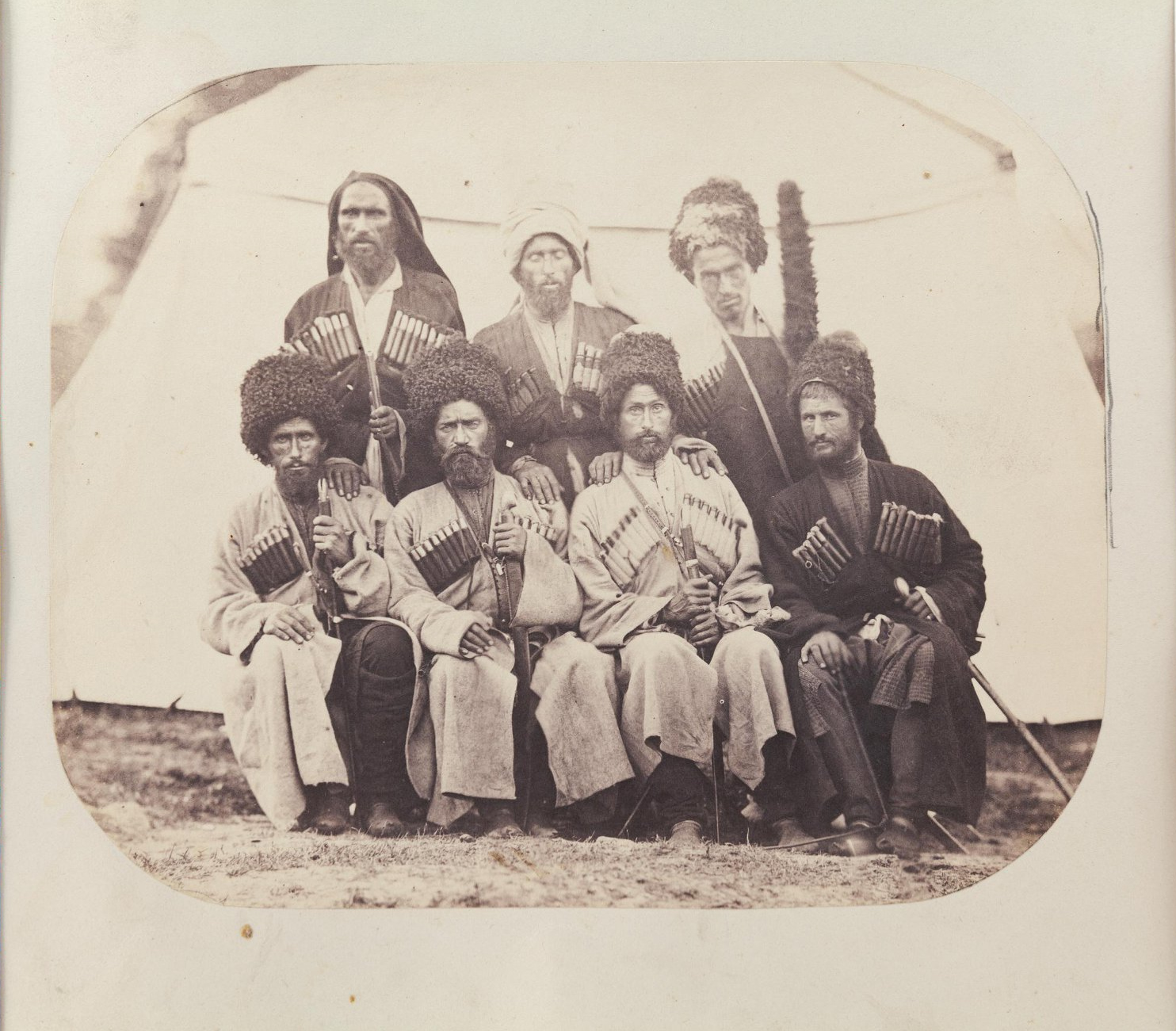
Guerreros ubijos

Los ubijos habitaban el área justo al noroeste de Abjasia, en el Cáucaso. Probablemente fueron una de las poblaciones que habitaron la antigua nación de Cólquida. Aparte de la mitología, los probables antecesores de los ubijos fueron mencionados en el libro IV de Procopio de Cesarea De Bello Gótico (La guerra gótica), con el nombre de βροῦχοι (Brouchoi), una corrupción del término original tʷaχ. Los ubijos eran un pueblo seminómadas a caballo, y el idioma ubijé contiene un rico vocabulario diferenciado relativo a caballos y aperos. Algunos ubijos practicaron las técnicas adivinatorias de la favomancia y la espatulomancia.
Sin embargo, los ubijos tuvieron mayor importancia en los tiempos modernos. Sobre 1864, durante el reinado del zar Alejandro II, la conquista rusa del noroeste del Cáucaso estaba básicamente terminada. Los adigueses y los abjasios fueron diezmados, y los abasios fueron parcialmente expulsados del Cáucaso. Enfrentando la amenaza de la subyugación por parte del ejército ruso, los ubijos, así como otros pueblos musulmanes del Cáucaso, iniciaron el abandono de sus tierras en masa el 6 de marzo de 1864. Para el 21 de mayo, la totalidad de los ubijos partieron del Cáucaso. Se asentaron en diversos pueblos al oeste de Turquía, en las cercanías del municipio de Manyas, en el mar de Mármara.
Para evitar la discriminación, los ancianos ubijos animaron a su pueblo a asimilarse dentro de la cultura turca. Habiendo abandonado su tradicional cultura nómada, se convirtieron en un pueblo de granjeros. El ubijé fue rápidamente desplazado por el turco y el circasiano, siendo el último hablante de ubijé Tevfik Esenç, que murió en 1992.
Desde finales del siglo XIX la diáspora ubijé está diseminada por Turquía, y en menos extensión en Jordania. La nación ubijé dejó de existir, a pesar de que los que tienen antepasados ubijos están orgullosos de llamarse a sí mismos ubijos, y todavía se pueden encontrar un par de pueblos en Turquía donde la gran mayoría de la población son descendientes de los ubijos.
La sociedad ubija fue patrilineal, y muchos descendientes de los ubijos pueden trazar su parentesco en las últimas cinco, seis e incluso siete generaciones. Sin embargo, como en otras culturas del noroeste del Cáucaso, las mujeres fueron especialmente veneradas, y el idioma ubijé retiene un prefijo especial para la segunda persona usado exclusivamente para mujeres (χa-).

## Idioma ubijé

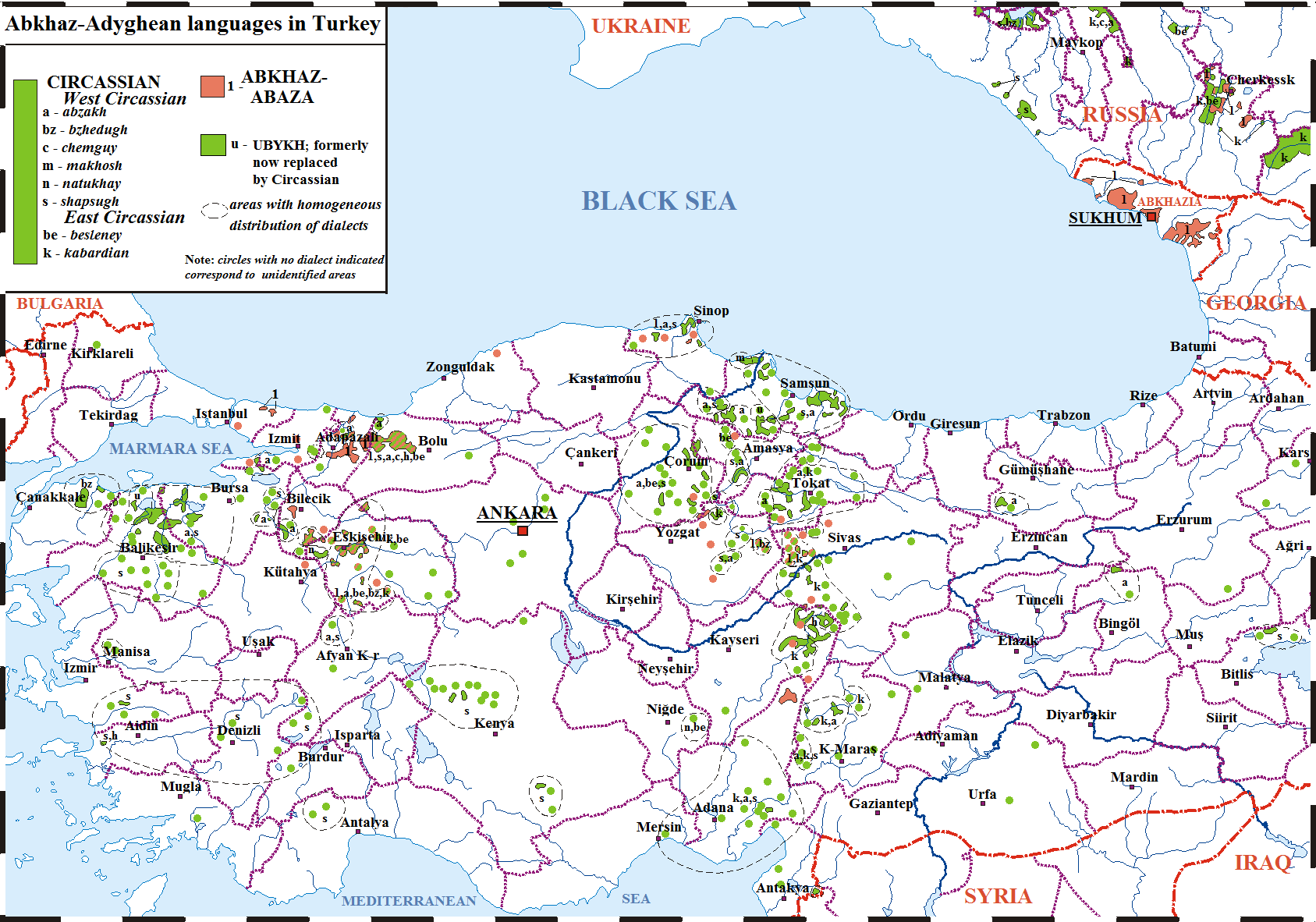
Lenguas circasianas en Turquía

Se podría decir que el ubijé es el idioma más complejo de aprender, ya que se conforma por más consonantes que vocales. Este idioma usa consonantes que se articulan en casi todo punto de la boca y garganta. Se decía que por lo menos tenía 80 consonantes y tal vez solo 2 vocales. Cuenta una leyenda que cierto sultán turco envió al Cáucaso a un estudioso para que aprendiera ubijé. Al regresar, para explicar porque no había podido aprender ese idioma, el estudioso vació sobre el piso de mármol, frente a sultán, una bolsa llena de piedrecitas, diciendo que escuchara estos sonidos ya que así de incomprensible es el ubijé a los oídos de un extranjero.
La lengua ubijé no tiene expresión escrita.